# Епархия Пльзеня
Епархия Пльзеня  (лат.  Dioecesis Pilznensis) — епархия Римско-Католической Церкви с центром в городе Пльзеня, Чехия. Епархия Пльзеня входит в мирополию Праги. Кафедральным храмом епархии Пльзеня является собор святого Варфоломея. Епархия охватывает практически всю территорию Пльзеньского края, что в общей сложности составляет 72 прихода — это 818 700 прихожан.
31 мая 1993 года Римский папа Иоанн Павел II издал буллу Pro supremi, которой учредил епархию Пльзеня, выделив её из епархий Ческе-Будеёвице, Литомержице и архиепархии Праги.

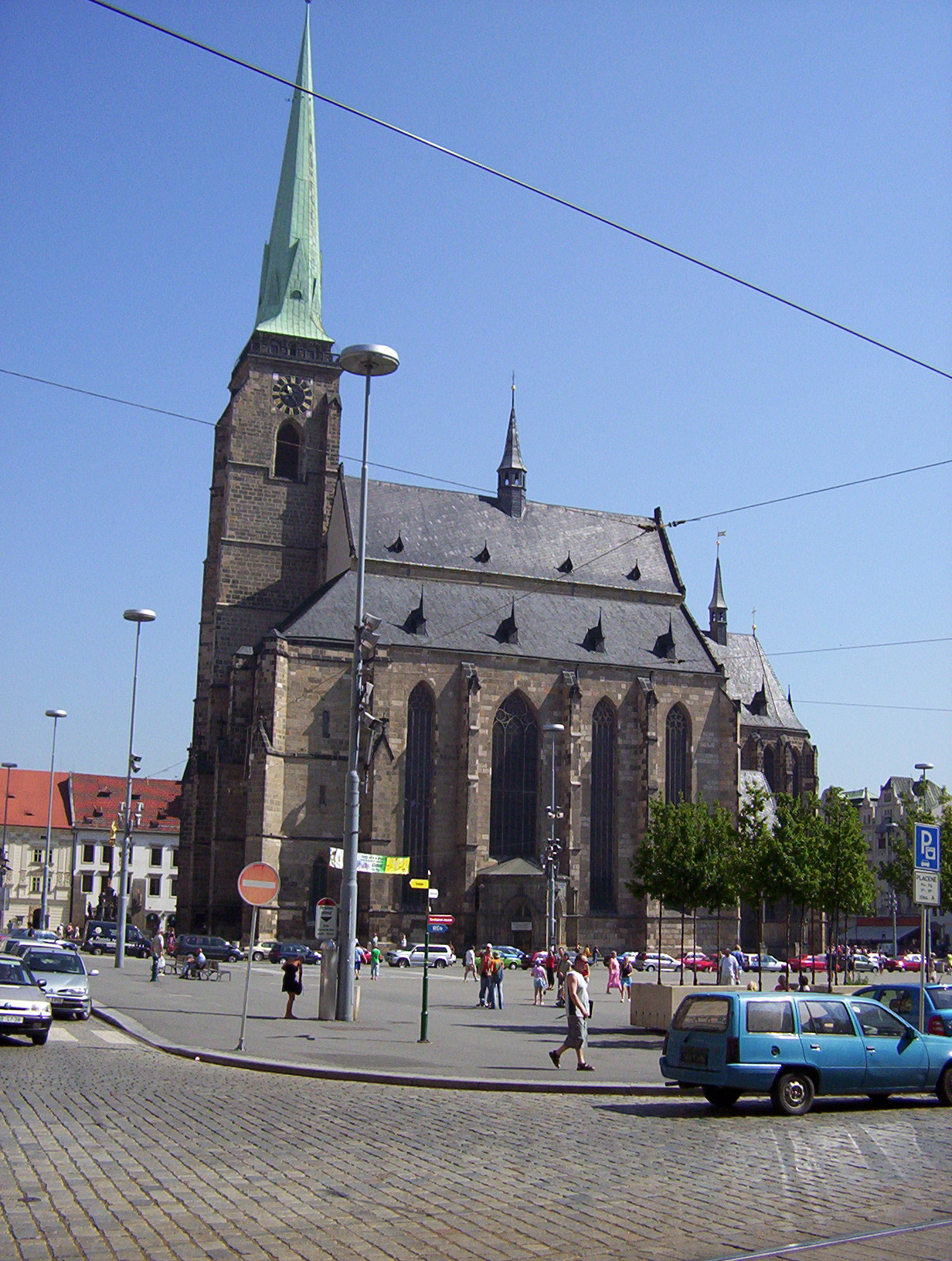
Собор святого Варфоломея

## Епископы епархии
- епископ Франтишек Радковский (31.05.1993 — 12.02.2016);
- епископ Томаш Голуб (12.02.2016 — по настоящее время).

## Источник
- Annuario Pontificio, Libreria Editrice Vaticana, Città del Vaticano, 2003, ISBN 88-209-7422-3
- Булла Pro supremi  (лат.)